# Žralok ganžský
Žralok ganžský (Glyphis gangeticus) je kriticky ohrožený druh žraloka z čeledi modrounovitých. Jedná se o parybu, která žije ve sladkých a brakických vodách říčního systému řek Ganga, Huglí, Brahmaputra a Padma. Rozšíření v jiných oblastech je nejisté. Patří do rodu Glyphis, jehož zástupci jsou praví říční žraloci, kteří nepotřebují migrovat do slaných vod za účelem rozmnožování. Je často zaměňován s běžnějším a pro člověka nebezpečnějším žralokem bělavým, jenž však obývá i slané vody. Nelze vyloučit, že žraloci původně samostatných druhů G. fowlerae a G. siamensis ve skutečnosti tvoří se žralokem ganžským jeden druh, což by znamenalo zahrnutí do oblasti rozšíření některé pákistánské, myanmarské a bornejské řeky. I se započítáním těchto lokálních populací zůstává žralok ganžský velmi málo prozkoumaný, málo početný a zřejmě bezprostředně ohrožený vyhynutím.

## Nomenklatura
Žralok ganžský se řadí mezi modrounovité (tzv. requiem sharks) do rodu Glyphis. Toto jméno pochází z řečtiny a znamená „řezba“. Rod Glyphis zahrnuje dalších nejméně 5 druhů, z toho tři nepopsané. Jedná se o skutečné říční žraloky, kteří nejen že nepotřebují ke své existenci slanou vodu, ale nejsou zřejmě schopni ji dlouhodobě tolerovat. Celý rod je dosud poznán jen minimálně a v jeho taxonomii nepanuje jasno. Zahrnutí druhu G. siamensis do druhu gangeticus je nejasné a někteří vědci (např. L. J. V. Compagno) s ním nesouhlasí.

## Popis
Žralok ganžský je podsaditý žralok s krátkým oválným čumákem. Tlama je širší než delší. Oči, jež jsou velmi malé, má posazené poměrně vysoko. Zuby horní čelisti mají trojúhelníkovitý tvar a jsou vroubkované, dolní zuby jsou podstatně užší, mají hladký okraj a vypadají jako hrot kopí. Počet zubů v dolní čelisti je 31 až 34, v horní čelisti 32 až 37. Hřbetní i prsní ploutve dosahují relativně velkých rozměrů, především do šířky. Druhá hřbetní ploutev dorůstá poloviny délky první. Anální ploutev má hluboký zářez.
Délka těla dospělých jedinců se udává od 178 do 204 cm, nicméně tyto údaje byly získány na základě změření malého množství exemplářů, tudíž mohou být upřesněny. Novorozená mláďata měří 56 až 61 cm. Samice objevená v únoru 2016 na rybím trhu v Bombaji měřila 266 cm, což posouvá rozměry tohoto druhu do podstatně vyšších hodnot.

## Výskyt
Výskyt žraloka ganžského byl s jistotou potvrzen jen z říčního systému Ganga-Brahmaputra, jejich společné delty a blízkých pobřežních vod. Druh byl hlášen také z oblasti pobřeží Pákistánu (Karáčí) a západní Indie, ale nelze to tvrdit s jistotou. Další pozorování existují i z Tchaj-wanu a jihočínských pobřežních vod. Až do 60. let 20. století se předpokládalo, že druh žije na mnoha místech Indo-pacifiku, ale zjevně šlo o záměnu s jinými modrounovitými žraloky, například žralokem bělavým a moluckým.

## Biologie
O biologii žraloka ganžského se ví jen minimum informací. Žije ve sladké a brakické vodě a má se za to, že je schopen přinejmenším krátkodobě tolerovat i klasickou mořskou vodu, ačkoliv odchyty z otevřeného moře chybějí. Malé oči napovídají, že je uzpůsoben životu v kalných vodách dolního toku velkých řek. Stavba zubů ukazuje, že se živí převážně rybami. Vzácná pozorování hovoří i o kořisti v podobě trnuch. Předpokládá se, že druh je živorodý.

## Interakce s lidmi, ohrožení
Žralok ganžský má pověst lidožrouta, který má údajně na svědomí mnoho životů. S největší pravděpodobností jde o neoprávněné stigma a za většinou útoků připisovaných tomuto druhu stojí velmi nebezpečný a daleko běžnější žralok bělavý.
Žralok ganžský byl a stále je loven rybáři kvůli trofejím (zuby, čelisti) a masu (ploutve). Další hrozbou pro tento druh je lov jeho kořisti, stavění hrází a znečišťování řek. Indická vláda zavedla v letech 2001 a 2006 jistá ochranná opatření (patřící pod Schedule I, Part II A of the Indian Wildlife (Protection) Act, 1972), ale jejich účinek není znám.